# Невыносимый господин Болтун
«Невыносимый господин Болтун» — французский кинофильм с Луи де Фюнесом.

## Сюжет
Морис Мартен и его жена Жермен имеют небольшой семейный бизнес. Их дочь Жаклин влюблена в молодого человека по имени Жорж Рише. Родители не одобряют этот выбор, считая Жоржа недостаточно обеспеченным. Влюблённым ничего не остаётся, кроме как сбежать из дома. Их родители начинают выяснять отношения друг с другом, но после возвращения детей обиды забываются, и семьи устраивают свадьбу.

## В ролях
- Мишель Симон — Морис Мартен
- Габи Морле — Жермен Мартен, жена Мориса Мартена
- Эчика Шуро  — Жаклин Мартен, дочь Мориса и Жермен
- Луи де Фюнес — Дядя Роберт, брат Жермен и муж Матильды, кассир в банке
- Жак Динам — мистер Дюран